# Medalhistas olímpicos do esqui alpino

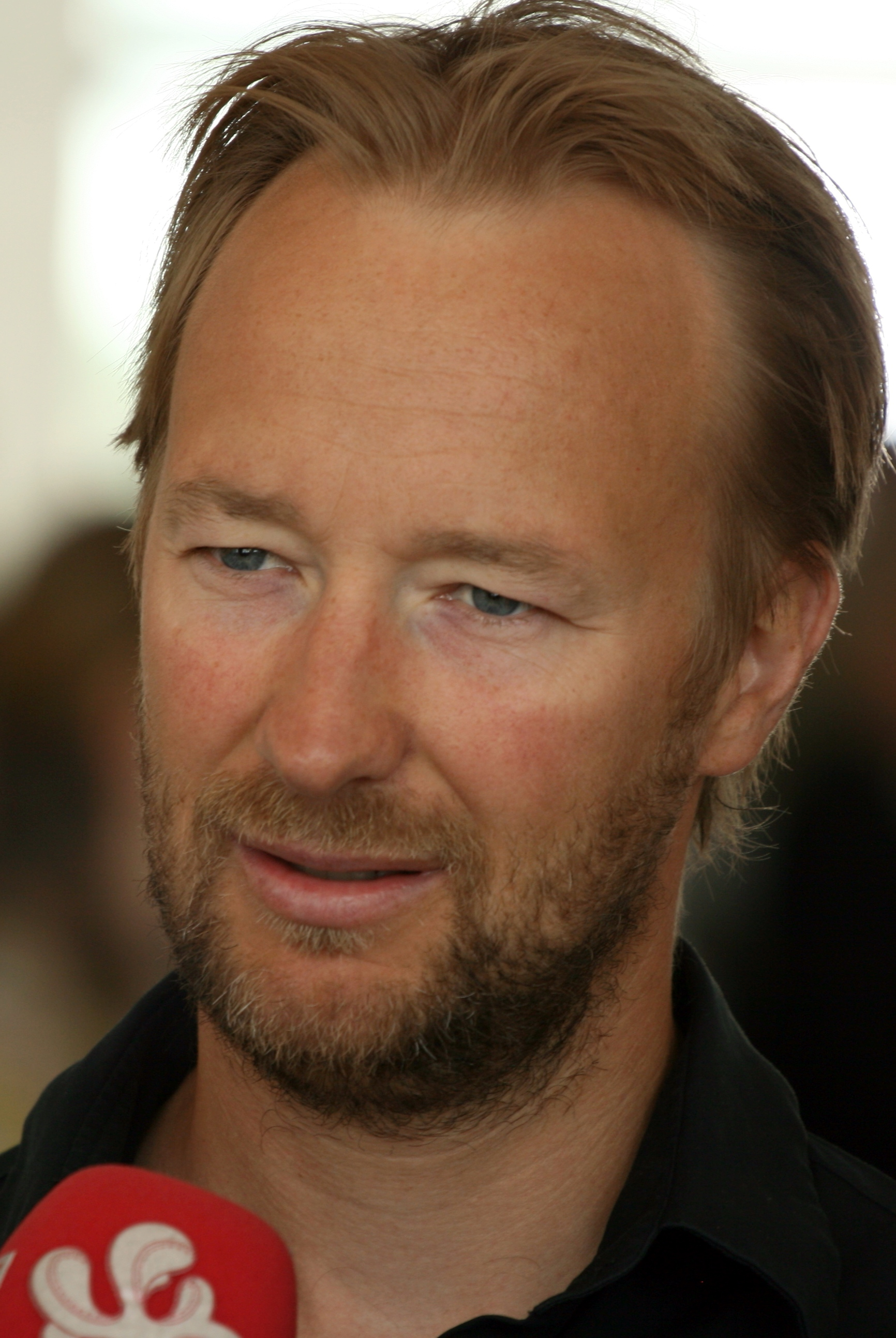
Kjetil André Aamodt é o mais vitorioso esquiador alpino olímpico com oito medalhas no total.

Segue a lista dos medalhistas olímpicos do esqui alpino:

## Masculino

### Downhill

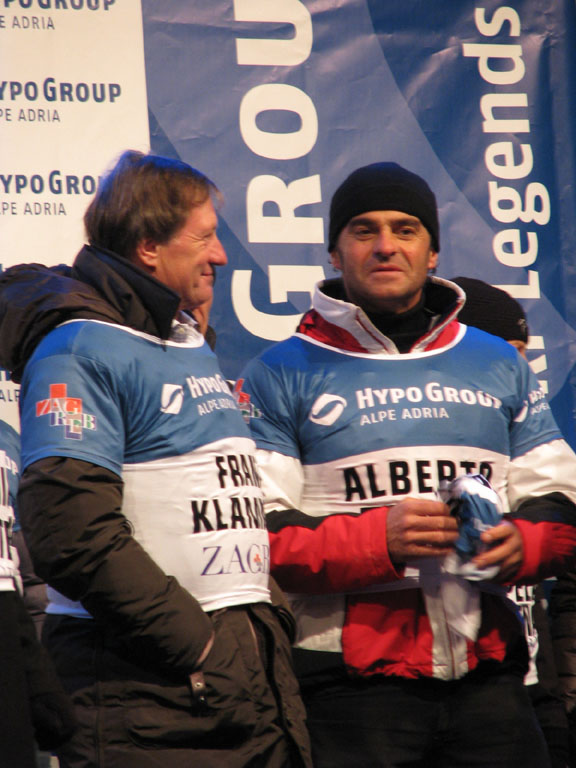
Franz Klammer e Alberto Tomba em 2008; Klammer foi ouro no downhill em 1976 e Tomba possui três medalhas de ouro olímpicas.

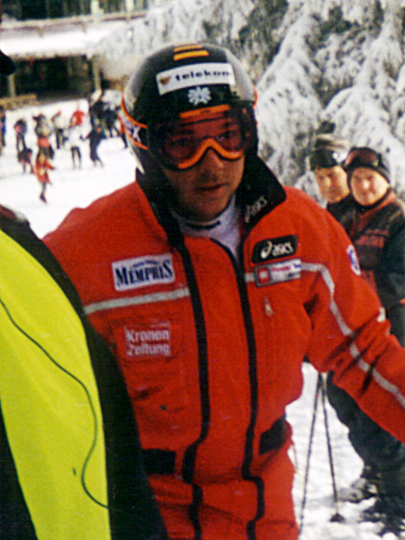
Fritz Strobl, campeão em Salt Lake City 2002.

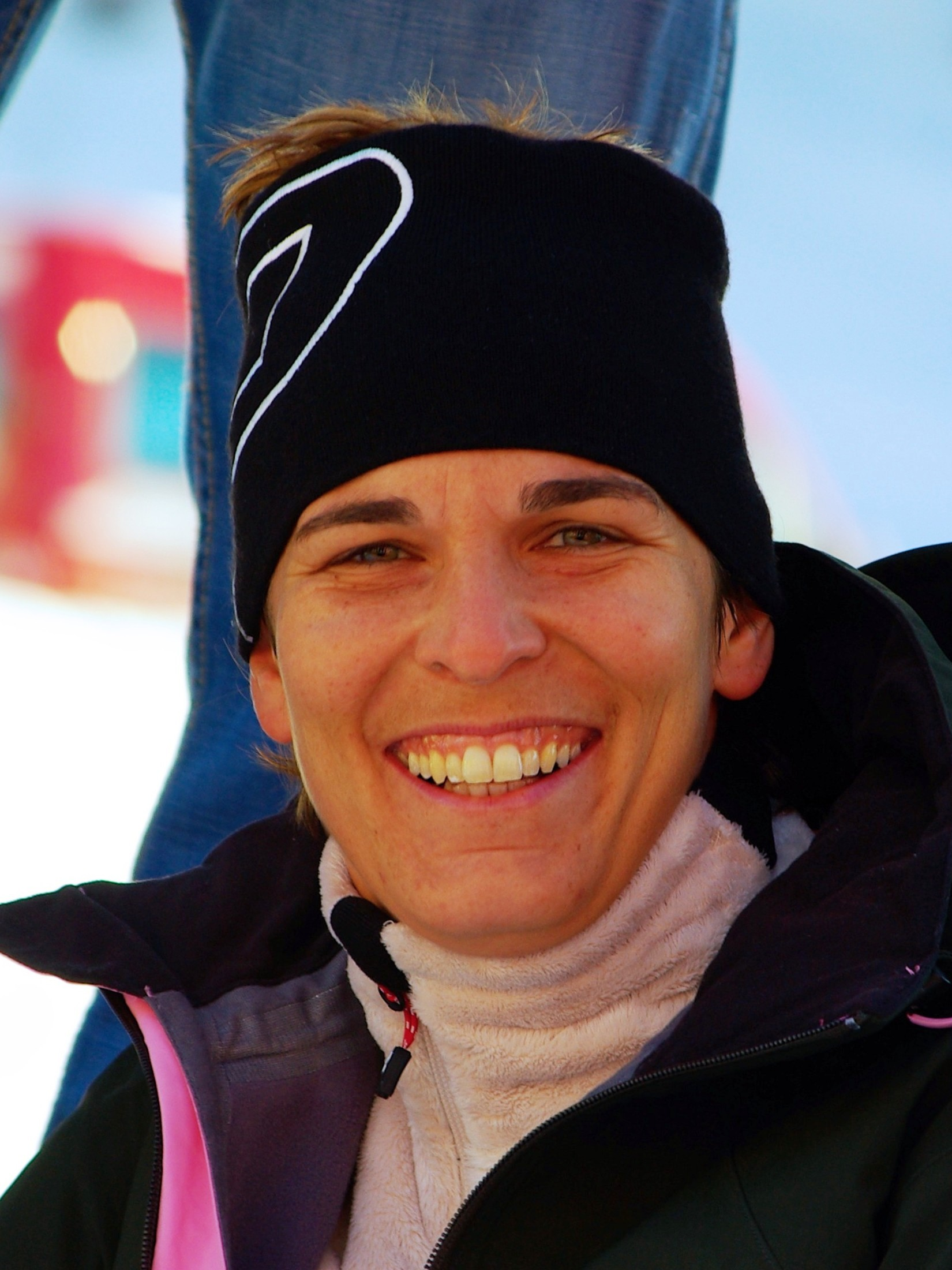
Michaela Dorfmeister, campeã do donwhill em Turim 2006.

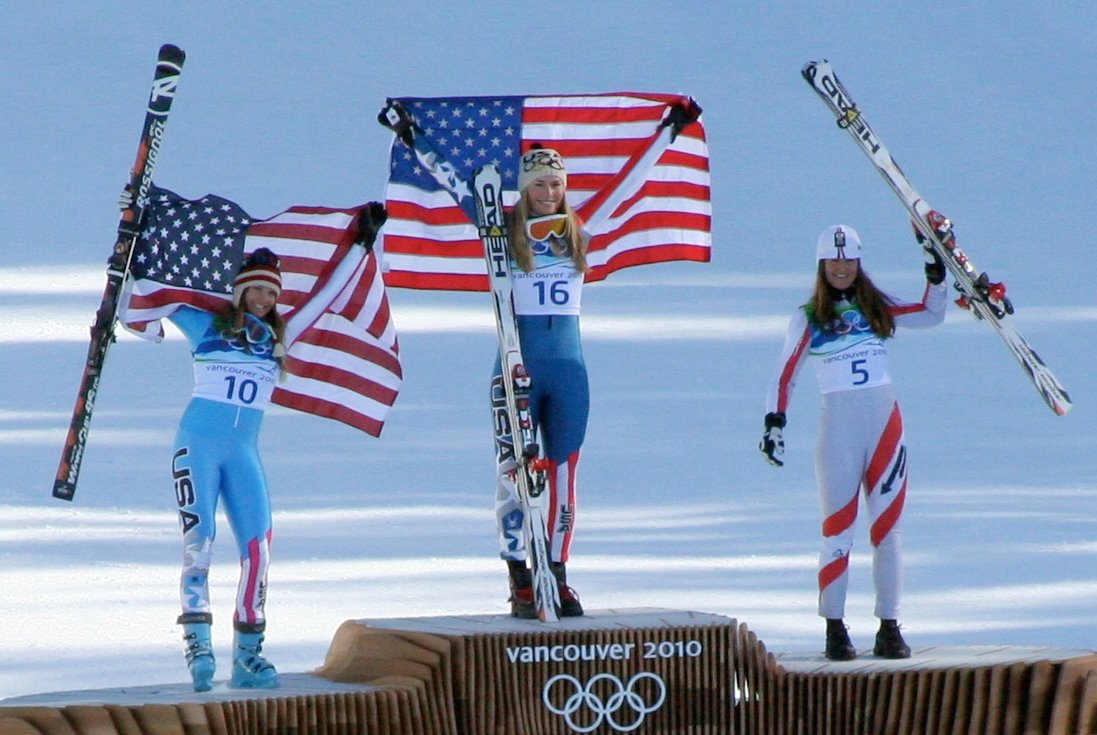
Medalhistas do downhill em Vancouver 2010.

| Evento                            | Ouro                            | Prata                                   | Bronze                                        |
| --------------------------------- | ------------------------------- | --------------------------------------- | --------------------------------------------- |
| St. Moritz 1948 (detalhes)        | Henri Oreiller FRA França       | Franz Gabl AUT Áustria                  | Rolf Olinger SUI Suíça Karl Molitor SUI Suíça |
| Oslo 1952 (detalhes)              | Zeno Colò ITA Itália            | Othmar Schneider AUT Áustria            | Christian Pravda AUT Áustria                  |
| Cortina D'Ampezzo 1956 (detalhes) | Toni Sailer AUT Áustria         | Raymond Fellay SUI Suíça                | Anderl Molterer AUT Áustria                   |
| Squaw Valley 1960 (detalhes)      | Jean Vuarnet FRA França         | Hans-Peter Lanig EUA Equipe Alemã Unida | Guy Périllat FRA França                       |
| Innsbruck 1964 (detalhes)         | Egon Zimmermann AUT Áustria     | Léo Lacroix FRA França                  | Wolfgang Bartels EUA Equipe Alemã Unida       |
| Grenoble 1968 (detalhes)          | Jean-Claude Killy FRA França    | Guy Périllat FRA França                 | Jean-Daniel Dätwyler SUI Suíça                |
| Sapporo 1972 (detalhes)           | Bernhard Russi SUI Suíça        | Roland Collombin SUI Suíça              | Heinrich Messner AUT Áustria                  |
| Innsbruck 1976 (detalhes)         | Franz Klammer AUT Áustria       | Bernhard Russi SUI Suíça                | Herbert Plank ITA Itália                      |
| Lake Placid 1980 (detalhes)       | Leonhard Stock AUT Áustria      | Peter Wirnsberger AUT Áustria           | Steve Podborski CAN Canadá                    |
| Sarajevo 1984 (detalhes)          | Bill Johnson USA Estados Unidos | Peter Müller SUI Suíça                  | Anton Steiner AUT Áustria                     |
| Calgary 1988 (detalhes)           | Pirmin Zurbriggen SUI Suíça     | Peter Müller SUI Suíça                  | Franck Piccard FRA França                     |
| Albertville 1992 (detalhes)       | Patrick Ortlieb AUT Áustria     | Franck Piccard FRA França               | Günther Mader AUT Áustria                     |
| Lillehammer 1994 (detalhes)       | Tommy Moe USA Estados Unidos    | Kjetil André Aamodt NOR Noruega         | Ed Podivinsky CAN Canadá                      |
| Nagano 1998 (detalhes)            | Jean-Luc Crétier FRA França     | Lasse Kjus NOR Noruega                  | Hannes Trinkl AUT Áustria                     |
| Salt Lake City 2002 (detalhes)    | Fritz Strobl AUT Áustria        | Lasse Kjus NOR Noruega                  | Stephan Eberharter AUT Áustria                |
| Turim 2006 (detalhes)             | Antoine Dénériaz FRA França     | Michael Walchhofer AUT Áustria          | Bruno Kernen SUI Suíça                        |
| Vancouver 2010 (detalhes)         | Didier Défago SUI Suíça         | Aksel Lund Svindal NOR Noruega          | Bode Miller USA Estados Unidos                |
| Sóchi 2014 (detalhes)             | Matthias Mayer AUT Áustria      | Christof Innerhofer ITA Itália          | Kjetil Jansrud NOR Noruega                    |
| PyeongChang 2018 (detalhes)       | Aksel Lund Svindal NOR Noruega  | Kjetil Jansrud NOR Noruega              | Beat Feuz SUI Suíça                           |
| Pequim 2022 (detalhes)            | Beat Feuz SUI Suíça             | Johan Clarey FRA França                 | Matthias Mayer AUT Áustria                    |

### Combinado

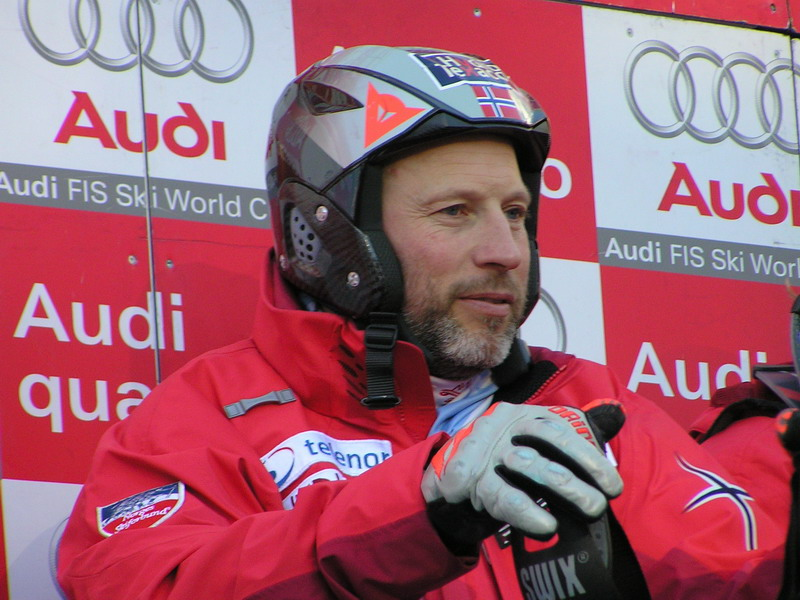
Lasse Kjus, campeão em Lillehammer 1994 no combinado.

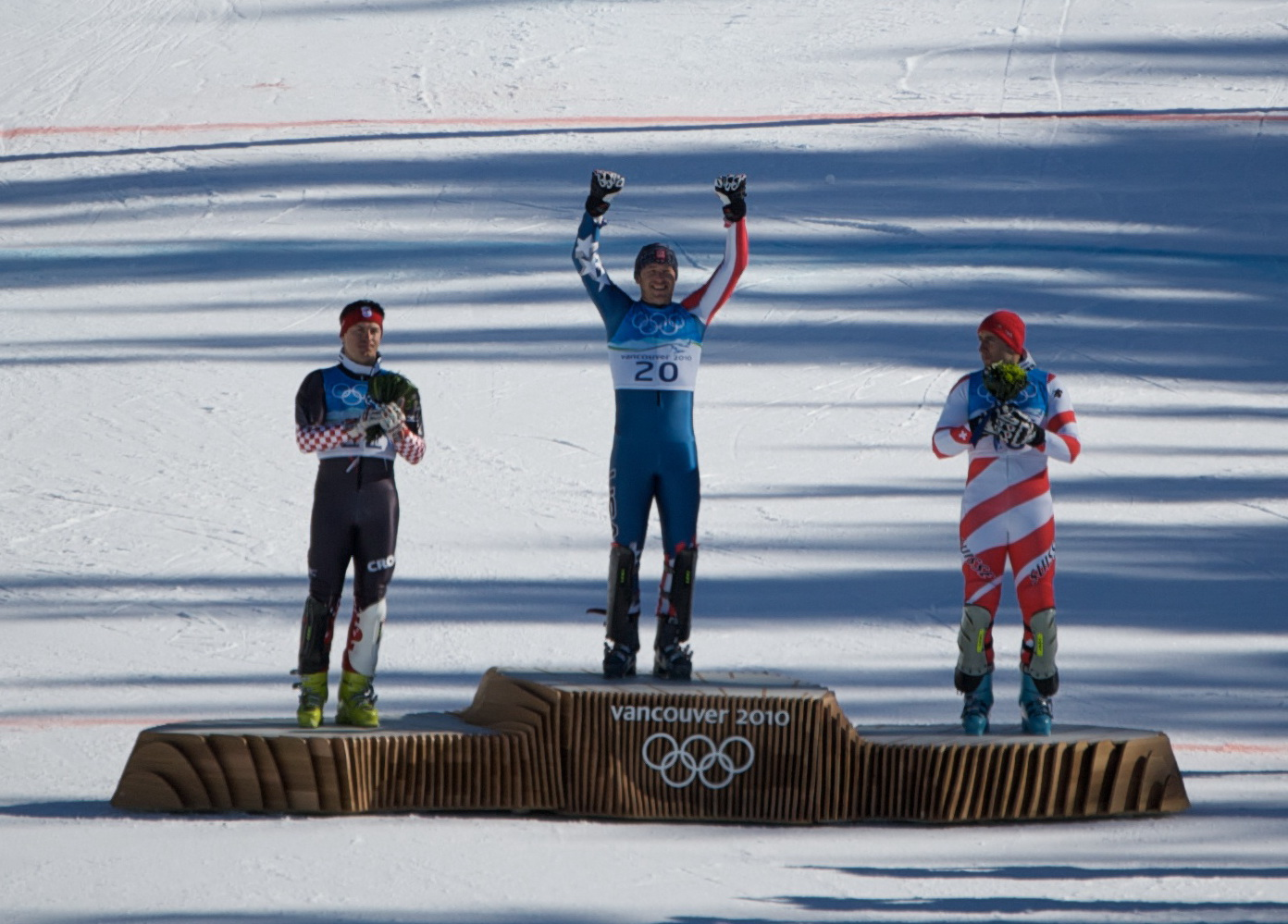
Medalhistas do combinado masculino em Vancouver 2010.

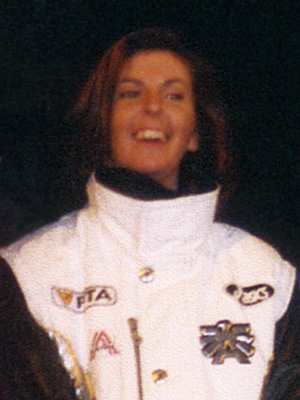
Anita Wachter, campeã do combinado em Calgary 1988.

| Evento                                | Ouro                            | Prata                               | Bronze                                     |
| ------------------------------------- | ------------------------------- | ----------------------------------- | ------------------------------------------ |
| Garmisch-Patenkirchen 1936 (detalhes) | Franz Pfnür GER Alemanha        | Gustav Lantschner GER Alemanha      | Émile Allais FRA França                    |
| St. Moritz 1948 (detalhes)            | Henri Oreiller FRA França       | Karl Molitor SUI Suíça              | James Couttet FRA França                   |
| Calgary 1988 (detalhes)               | Hubert Strolz AUT Áustria       | Bernhard Gstrein AUT Áustria        | Paul Accola SUI Suíça                      |
| Albertville 1992 (detalhes)           | Josef Polig ITA Itália          | Gianfranco Martin ITA Itália        | Steve Locher SUI Suíça                     |
| Lillehammer 1994 (detalhes)           | Lasse Kjus NOR Noruega          | Kjetil André Aamodt NOR Noruega     | Harald Christian Strand Nilsen NOR Noruega |
| Nagano 1998 (detalhes)                | Mario Reiter AUT Áustria        | Lasse Kjus NOR Noruega              | Christian Mayer AUT Áustria                |
| Salt Lake City 2002 (detalhes)        | Kjetil André Aamodt NOR Noruega | Bode Miller USA Estados Unidos      | Benjamin Raich AUT Áustria                 |
| Turim 2006 (detalhes)                 | Ted Ligety USA Estados Unidos   | Ivica Kostelić CRO Croácia          | Rainer Schönfelder AUT Áustria             |
| Vancouver 2010 (detalhes)             | Bode Miller USA Estados Unidos  | Ivica Kostelić CRO Croácia          | Silvan Zurbriggen SUI Suíça                |
| Sóchi 2014 (detalhes)                 | Sandro Viletta SUI Suíça        | Ivica Kostelić CRO Croácia          | Christof Innerhofer ITA Itália             |
| PyeongChang 2018 (detalhes)           | Marcel Hirscher AUT Áustria     | Alexis Pinturault FRA França        | Victor Muffat-Jeandet FRA França           |
| Pequim 2022 (detalhes)                | Johannes Strolz AUT Áustria     | Aleksander Aamodt Kilde NOR Noruega | James Crawford CAN Canadá                  |

### Slalom

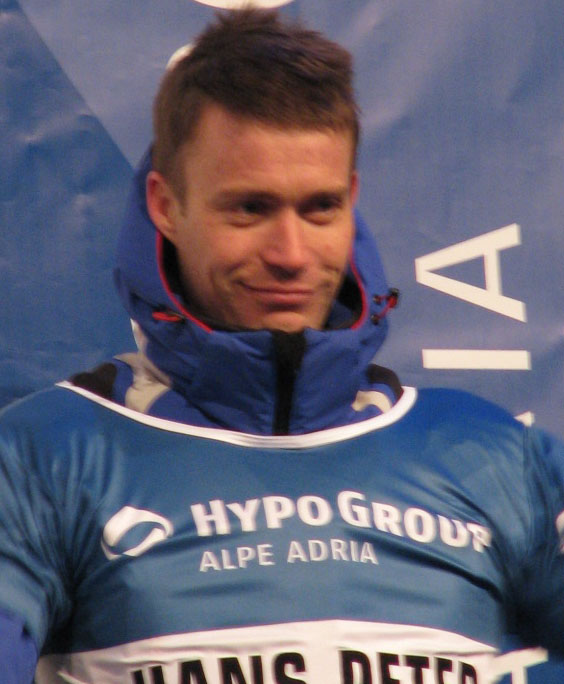
Hans Petter Buraas, campeão em Nagano 1998 no slalom.

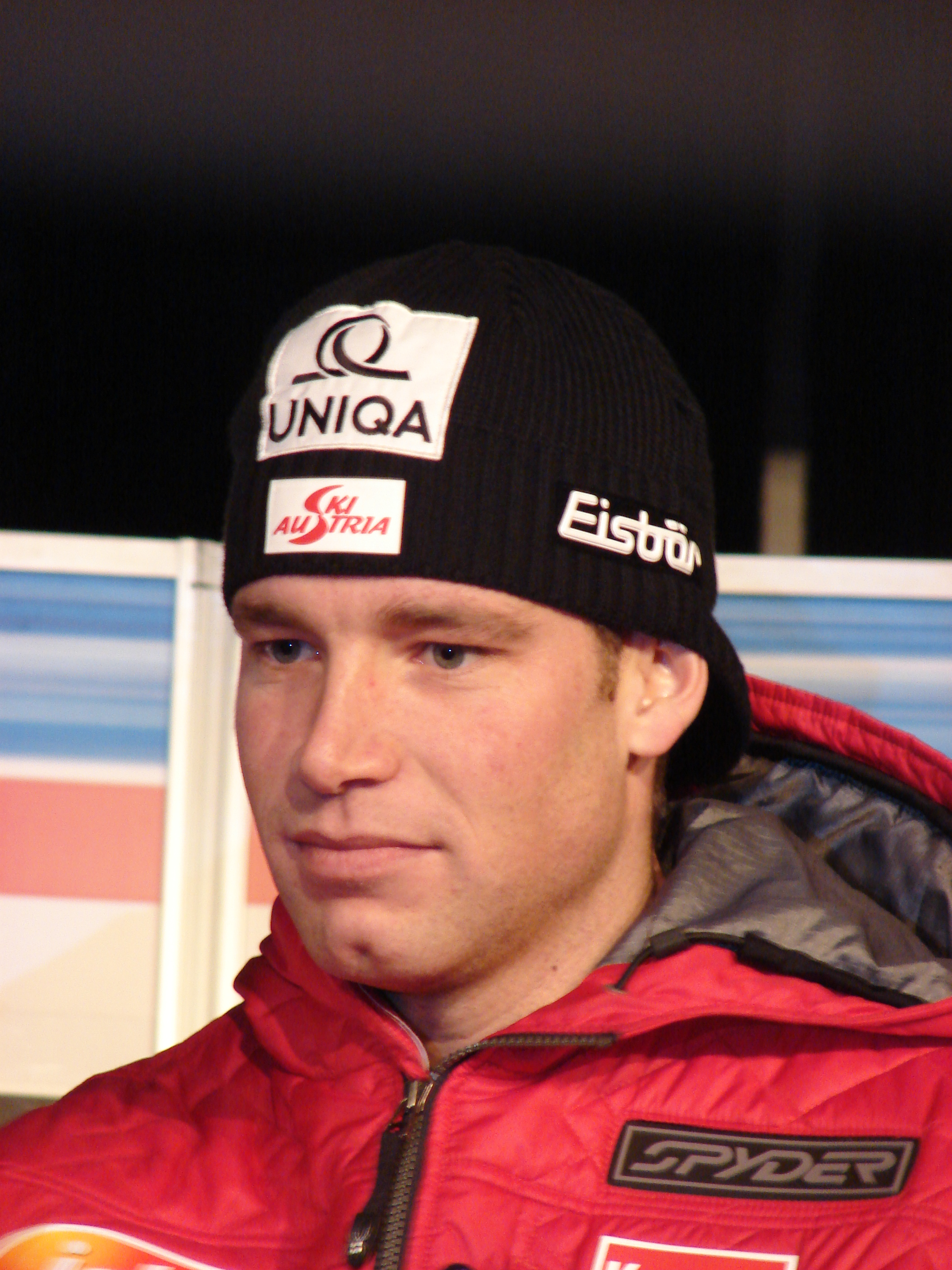
Benjamin Raich foi medalhista de ouro em Turim 2006.

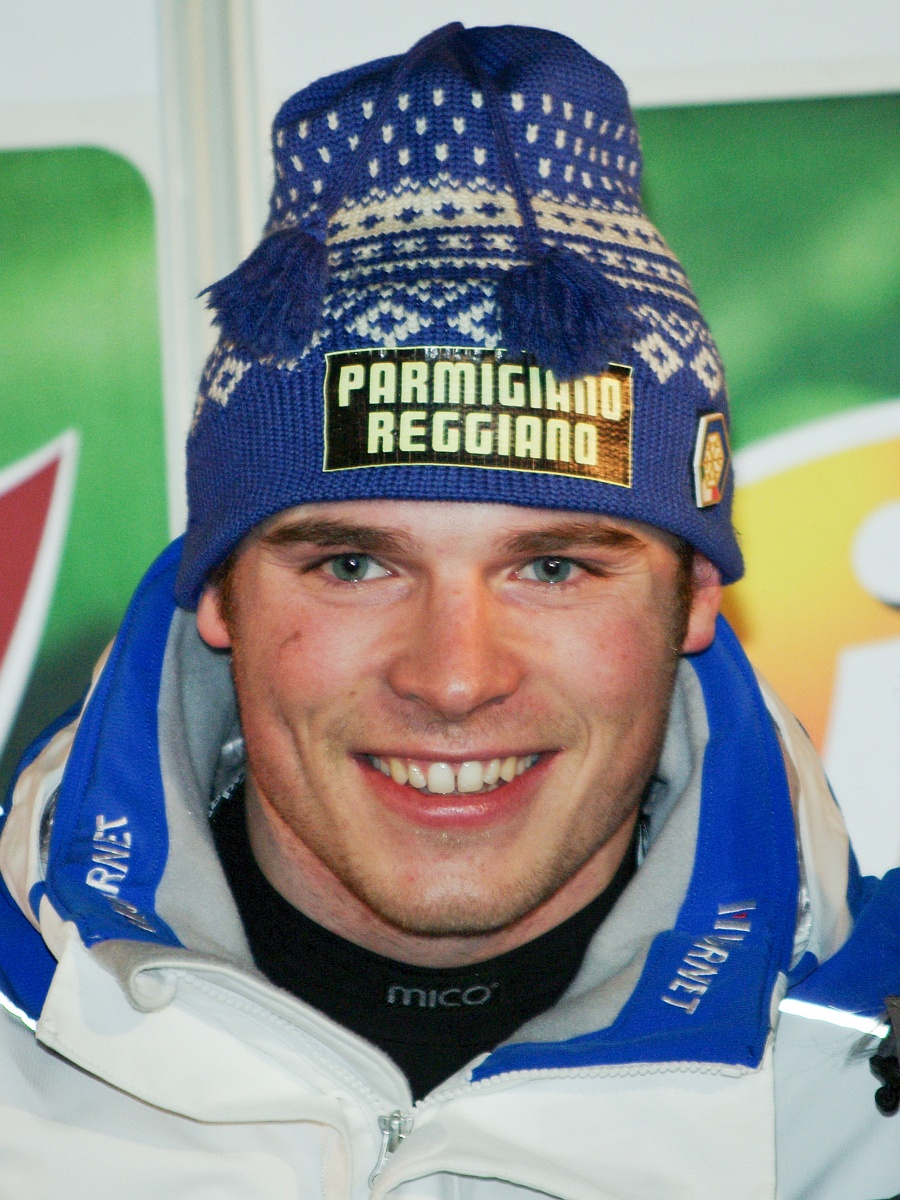
Giuliano Razzoli conquistou o ouro em Vancouver 2010.

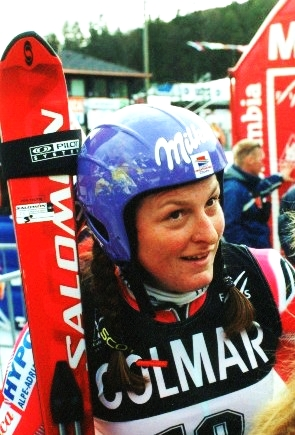
Janica Kostelić é a maior medalhista olímpica entre as mulheres com quatro ouros e duas pratas.

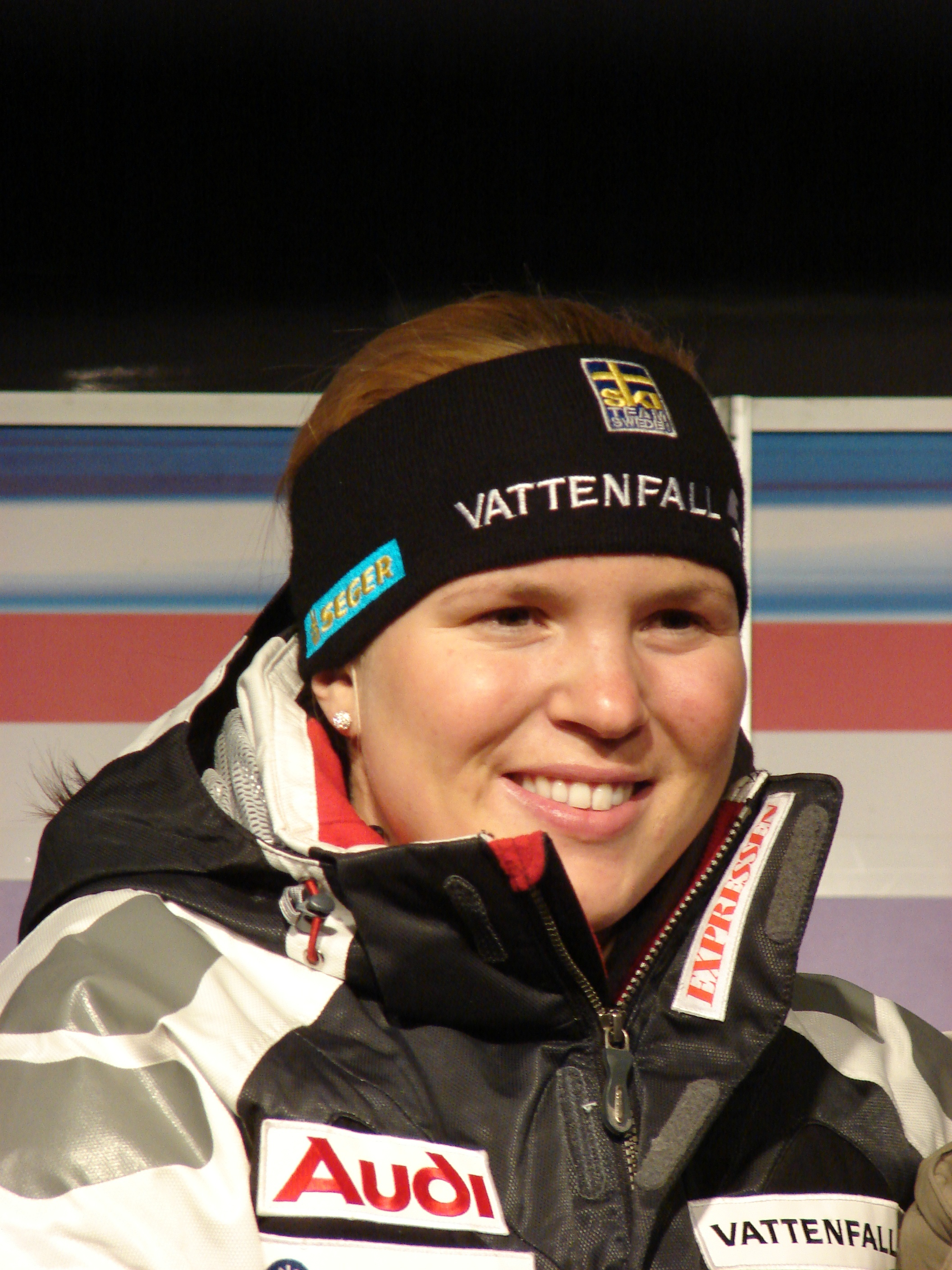
Anja Pärson, campeã no slalom em Turim 2006.

| Evento                            | Ouro                                  | Prata                               | Bronze                             |
| --------------------------------- | ------------------------------------- | ----------------------------------- | ---------------------------------- |
| St. Moritz 1948 (detalhes)        | Edy Reinalter SUI Suíça               | James Couttet FRA França            | Henri Oreiller FRA França          |
| Oslo 1952 (detalhes)              | Othmar Schneider AUT Áustria          | Stein Eriksen NOR Noruega           | Guttorm Berge NOR Noruega          |
| Cortina D'Ampezzo 1956 (detalhes) | Toni Sailer AUT Áustria               | Chiharu Igaya JPN Japão             | Stig Sollander SWE Suécia          |
| Squaw Valley 1960 (detalhes)      | Ernst Hinterseer AUT Áustria          | Matthias Leitner AUT Áustria        | Charles Bozon FRA França           |
| Innsbruck 1964 (detalhes)         | Josef Stiegler AUT Áustria            | Billy Kidd USA Estados Unidos       | James Heuga USA Estados Unidos     |
| Grenoble 1968 (detalhes)          | Jean-Claude Killy FRA França          | Herbert Huber AUT Áustria           | Alfred Matt AUT Áustria            |
| Sapporo 1972 (detalhes)           | Francisco Fernández Ochoa ESP Espanha | Gustav Thöni ITA Itália             | Roland Thöni ITA Itália            |
| Innsbruck 1976 (detalhes)         | Piero Gros ITA Itália                 | Gustav Thöni ITA Itália             | Willi Frommelt LIE Liechtenstein   |
| Lake Placid 1980 (detalhes)       | Ingemar Stenmark SWE Suécia           | Phil Mahre USA Estados Unidos       | Jacques Lüthy SUI Suíça            |
| Sarajevo 1984 (detalhes)          | Phil Mahre USA Estados Unidos         | Steve Mahre USA Estados Unidos      | Didier Bouvet FRA França           |
| Calgary 1988 (detalhes)           | Alberto Tomba ITA Itália              | Frank Wörndl FRG Alemanha Ocidental | Paul Frommelt LIE Liechtenstein    |
| Albertville 1992 (detalhes)       | Finn Christian Jagge NOR Noruega      | Alberto Tomba ITA Itália            | Michael Tritscher AUT Áustria      |
| Lillehammer 1994 (detalhes)       | Thomas Stangassinger AUT Áustria      | Alberto Tomba ITA Itália            | Jure Košir SLO Eslovênia           |
| Nagano 1998 (detalhes)            | Hans Petter Buraas NOR Noruega        | Ole Kristian Furuseth NOR Noruega   | Thomas Sykora AUT Áustria          |
| Salt Lake City 2002 (detalhes)    | Jean-Pierre Vidal FRA França          | Sébastien Amiez FRA França          | Benjamin Raich AUT Áustria         |
| Turim 2006 (detalhes)             | Benjamin Raich AUT Áustria            | Reinfried Herbst AUT Áustria        | Rainer Schönfelder AUT Áustria     |
| Vancouver 2010 (detalhes)         | Giuliano Razzoli ITA Itália           | Ivica Kostelić CRO Croácia          | André Myhrer SWE Suécia            |
| Sóchi 2014 (detalhes)             | Mario Matt AUT Áustria                | Marcel Hirscher AUT Áustria         | Henrik Kristoffersen NOR Noruega   |
| PyeongChang 2018 (detalhes)       | André Myhrer SWE Suécia               | Ramon Zenhäusern SUI Suíça          | Michael Matt AUT Áustria           |
| Pequim 2022 (detalhes)            | Clément Noël FRA França               | Johannes Strolz AUT Áustria         | Sebastian Foss-Solevåg NOR Noruega |

### Slalom gigante

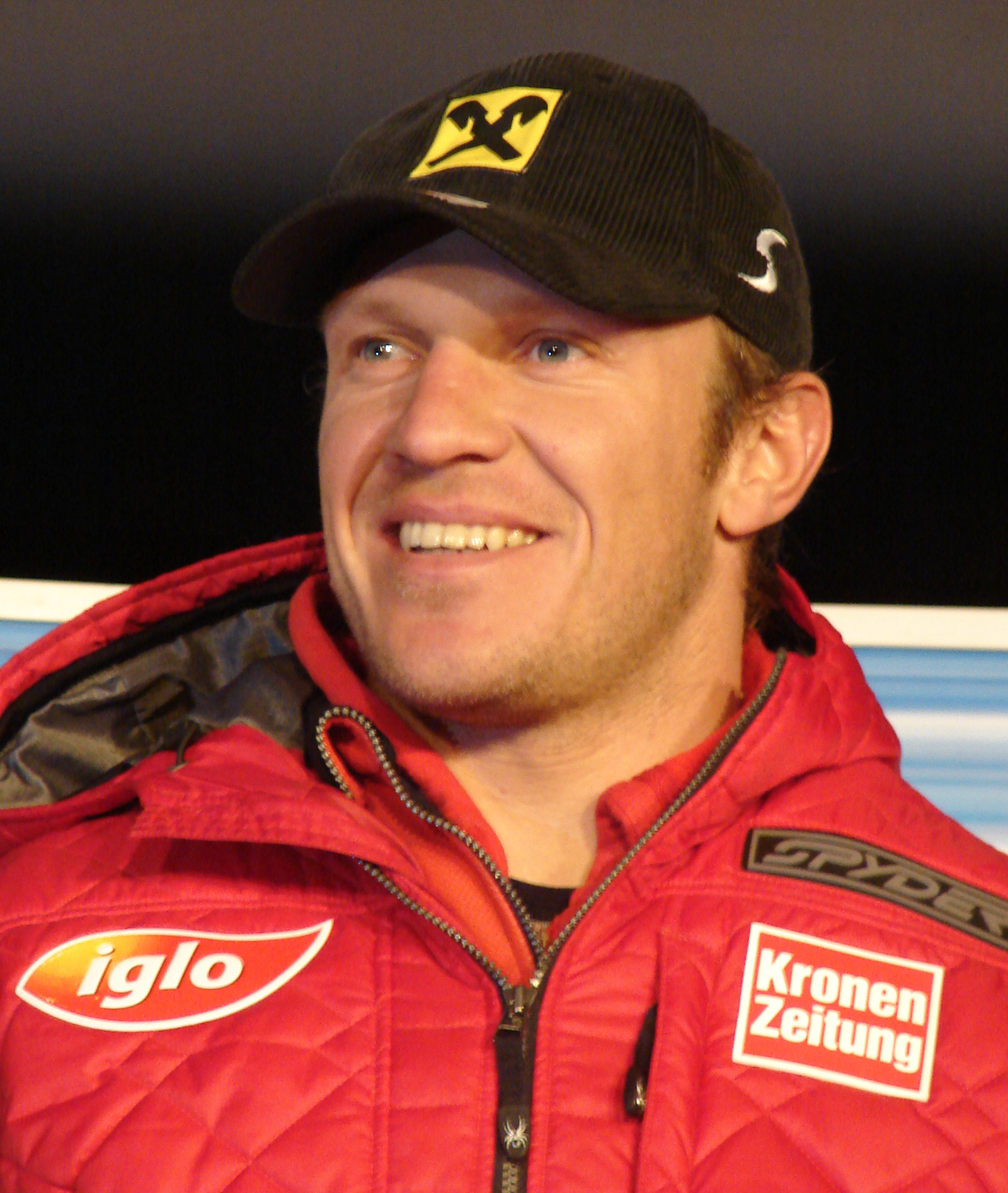
Hermann Maier, campeão em Nagano 1998 no slalom gigante.

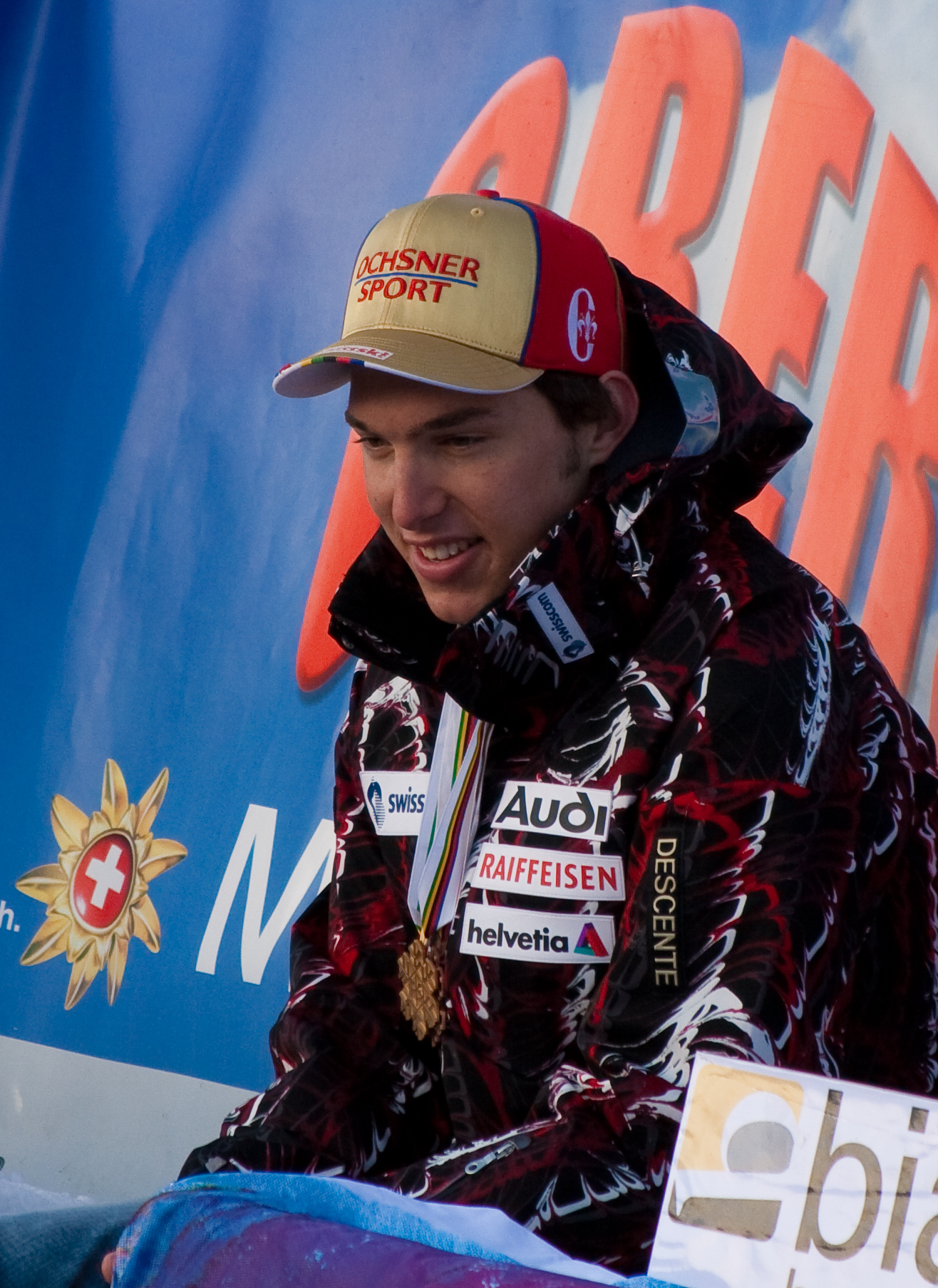
Carlo Janka foi medalhista de ouro em Vancouver 2010.

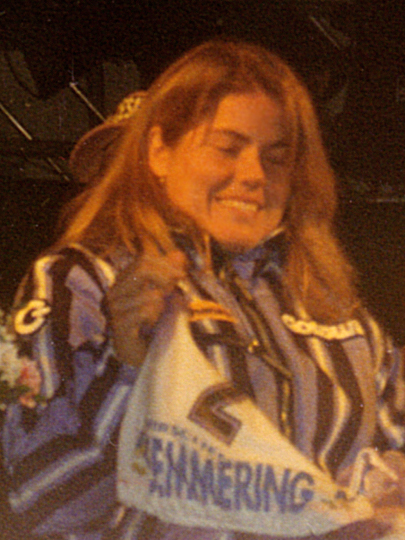
Pernilla Wiberg foi medalhista de ouro no slalom gigante em Albertville 1992.

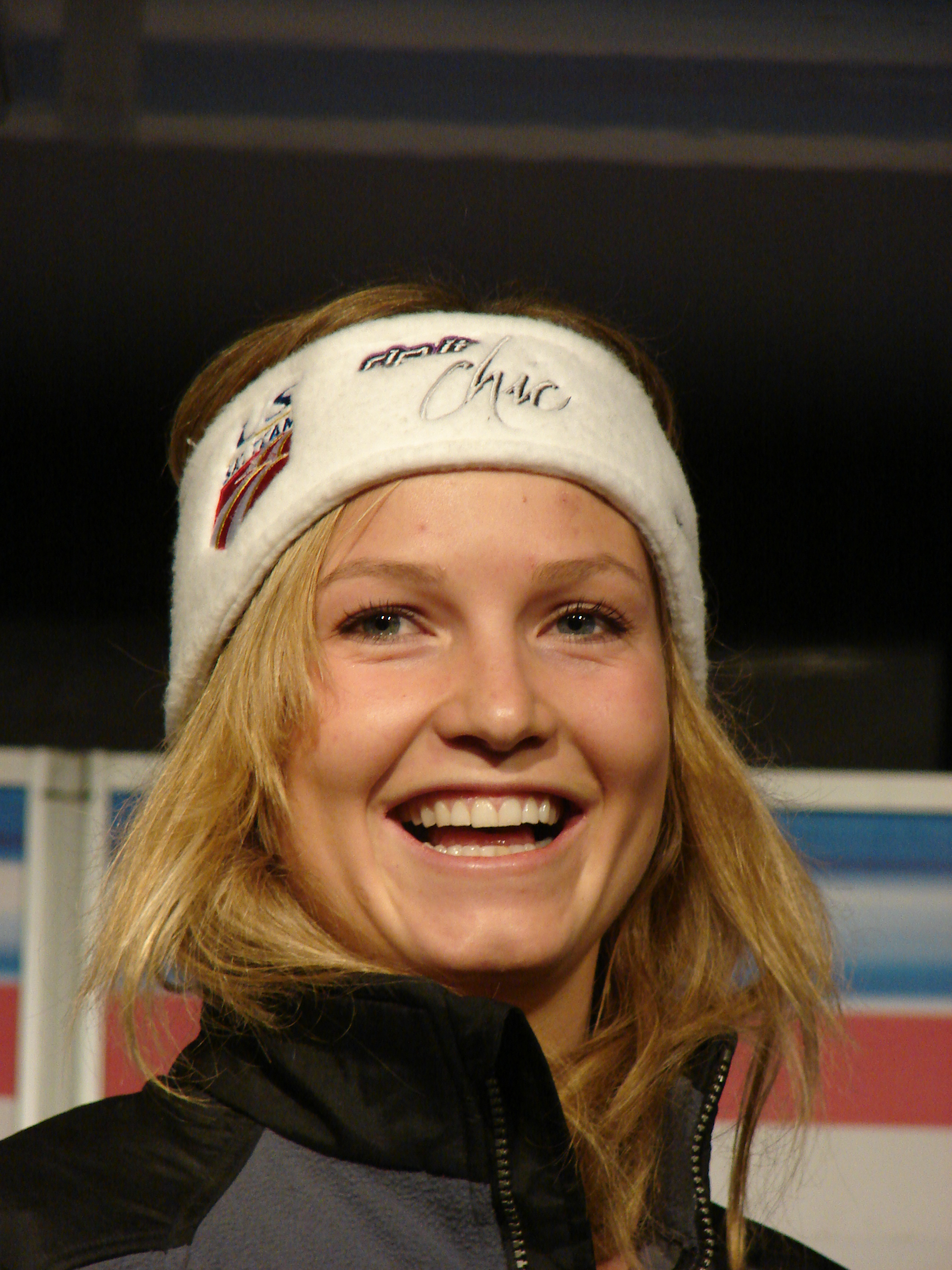
Julia Mancuso foi medalhista de ouro no slalom gigante em 2006.

| Evento                            | Ouro                           | Prata                            | Bronze                           |
| --------------------------------- | ------------------------------ | -------------------------------- | -------------------------------- |
| Oslo 1952 (detalhes)              | Stein Eriksen NOR Noruega      | Christian Pravda AUT Áustria     | Toni Spiß AUT Áustria            |
| Cortina D'Ampezzo 1956 (detalhes) | Toni Sailer AUT Áustria        | Anderl Molterer AUT Áustria      | Walter Schuster AUT Áustria      |
| Squaw Valley 1960 (detalhes)      | Roger Staub SUI Suíça          | Pepi Stiegler AUT Áustria        | Ernst Hinterseer AUT Áustria     |
| Innsbruck 1964 (detalhes)         | François Bonlieu FRA França    | Karl Schranz AUT Áustria         | Josef Stiegler AUT Áustria       |
| Grenoble 1968 (detalhes)          | Jean-Claude Killy FRA França   | Willy Favre SUI Suíça            | Heinrich Messner AUT Áustria     |
| Sapporo 1972 (detalhes)           | Gustav Thöni ITA Itália        | Edmund Bruggmann SUI Suíça       | Werner Mattle SUI Suíça          |
| Innsbruck 1976 (detalhes)         | Heini Hemmi SUI Suíça          | Ernst Good SUI Suíça             | Ingemar Stenmark SWE Suécia      |
| Lake Placid 1980 (detalhes)       | Ingemar Stenmark SWE Suécia    | Andreas Wenzel LIE Liechtenstein | Hans Enn AUT Áustria             |
| Sarajevo 1984 (detalhes)          | Max Julen SUI Suíça            | Jure Franko YUG Iugoslávia       | Andreas Wenzel LIE Liechtenstein |
| Calgary 1988 (detalhes)           | Alberto Tomba ITA Itália       | Hubert Strolz AUT Áustria        | Pirmin Zurbriggen SUI Suíça      |
| Albertville 1992 (detalhes)       | Alberto Tomba ITA Itália       | Marc Girardelli LUX Luxemburgo   | Kjetil André Aamodt NOR Noruega  |
| Lillehammer 1994 (detalhes)       | Markus Wasmeier GER Alemanha   | Urs Kälin SUI Suíça              | Christian Mayer AUT Áustria      |
| Nagano 1998 (detalhes)            | Hermann Maier AUT Áustria      | Stephan Eberharter AUT Áustria   | Michael von Grünigen SUI Suíça   |
| Salt Lake City 2002 (detalhes)    | Stephan Eberharter AUT Áustria | Bode Miller USA Estados Unidos   | Lasse Kjus NOR Noruega           |
| Turim 2006 (detalhes)             | Benjamin Raich AUT Áustria     | Joël Chenal FRA França           | Hermann Maier AUT Áustria        |
| Vancouver 2010 (detalhes)         | Carlo Janka SUI Suíça          | Kjetil Jansrud NOR Noruega       | Aksel Lund Svindal NOR Noruega   |
| Sóchi 2014 (detalhes)             | Ted Ligety USA Estados Unidos  | Steve Missillier FRA França      | Alexis Pinturault FRA França     |
| PyeongChang 2018 (detalhes)       | Marcel Hirscher AUT Áustria    | Henrik Kristoffersen NOR Noruega | Alexis Pinturault FRA França     |
| Pequim 2022 (detalhes)            | Marco Odermatt SUI Suíça       | Žan Kranjec SLO Eslovênia        | Mathieu Faivre FRA França        |

### Super-G

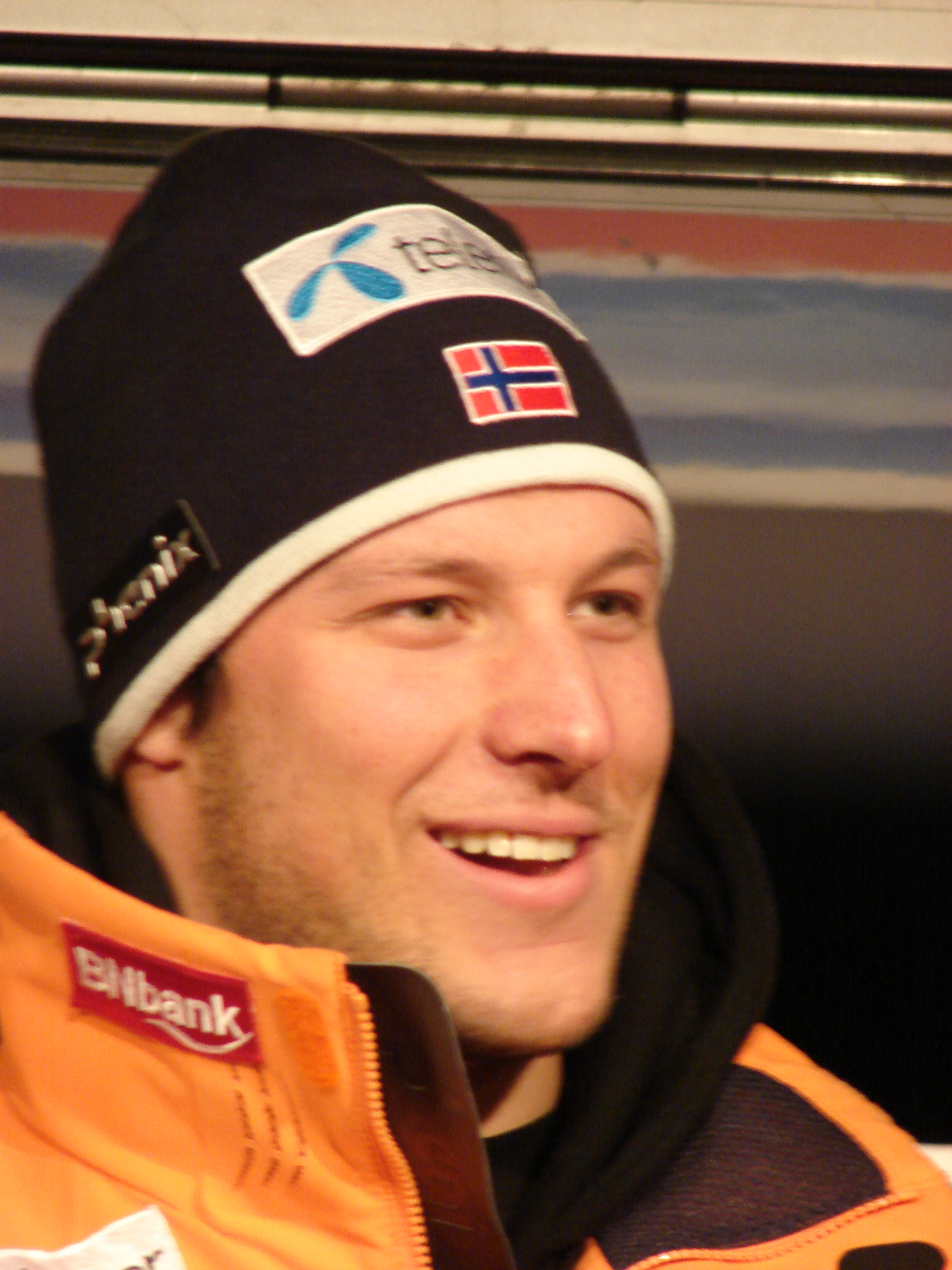
Aksel Lund Svindal foi medalhista de ouro em Vancouver 2010.

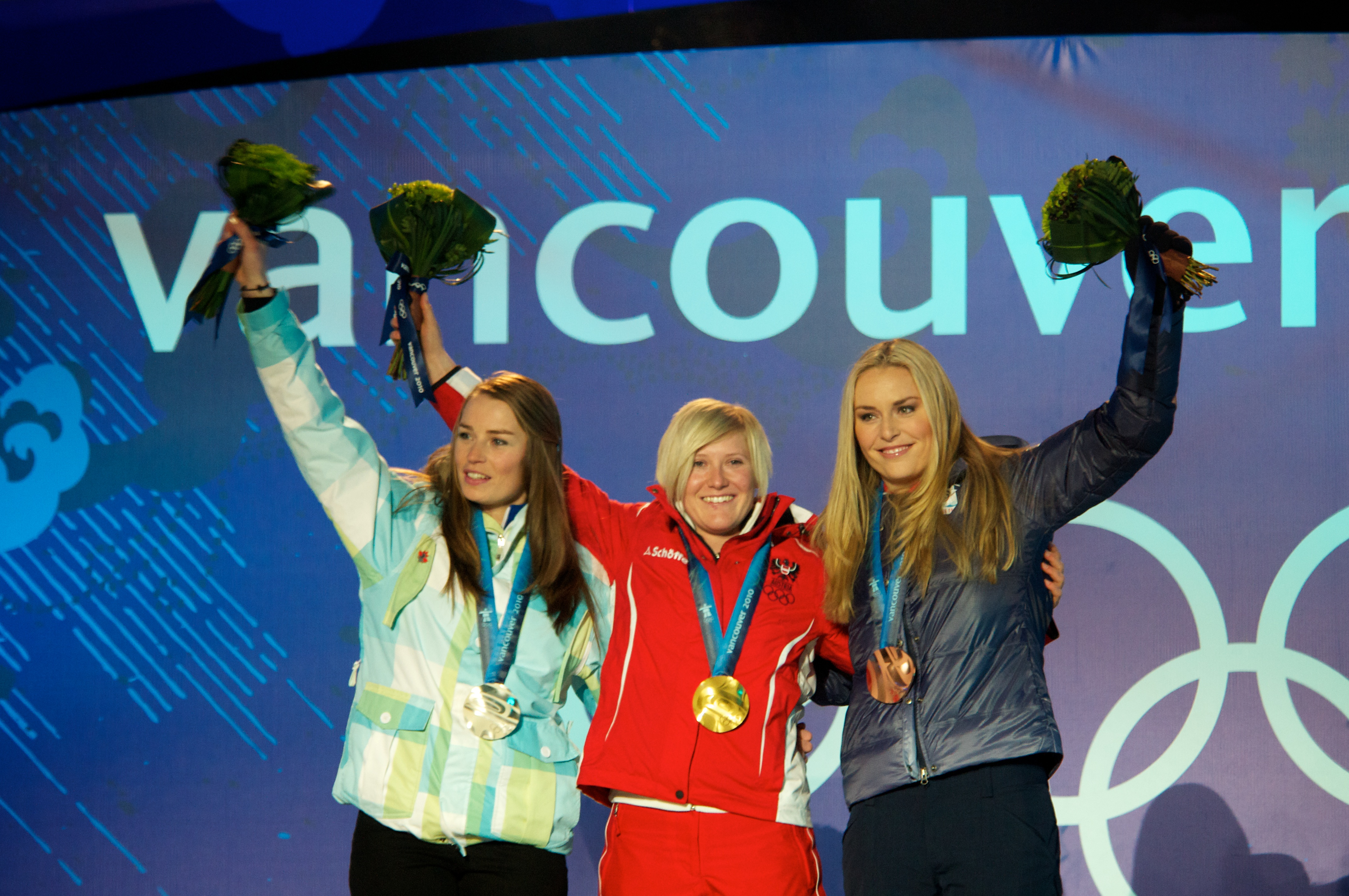
Pódio do Super-G em Vancouver 2010.

| Evento                         | Ouro                            | Prata                                          | Bronze                                              |
| ------------------------------ | ------------------------------- | ---------------------------------------------- | --------------------------------------------------- |
| Calgary 1988 (detalhes)        | Franck Piccard FRA França       | Helmut Mayer AUT Áustria                       | Lars-Börje Eriksson SWE Suécia                      |
| Albertville 1992 (detalhes)    | Kjetil André Aamodt NOR Noruega | Marc Girardelli LUX Luxemburgo                 | Jan Einar Thorsen NOR Noruega                       |
| Lillehammer 1994 (detalhes)    | Markus Wasmeier GER Alemanha    | Tommy Moe USA Estados Unidos                   | Kjetil André Aamodt NOR Noruega                     |
| Nagano 1998 (detalhes)         | Hermann Maier AUT Áustria       | Didier Cuche SUI Suíça Hans Knauss AUT Áustria | nenhum                                              |
| Salt Lake City 2002 (detalhes) | Kjetil André Aamodt NOR Noruega | Stephan Eberharter AUT Áustria                 | Andreas Schifferer AUT Áustria                      |
| Turim 2006 (detalhes)          | Kjetil André Aamodt NOR Noruega | Hermann Maier AUT Áustria                      | Ambrosi Hoffmann SUI Suíça                          |
| Vancouver 2010 (detalhes)      | Aksel Lund Svindal NOR Noruega  | Bode Miller USA Estados Unidos                 | Andrew Weibrecht USA Estados Unidos                 |
| Sóchi 2014 (detalhes)          | Kjetil Jansrud NOR Noruega      | Andrew Weibrecht USA Estados Unidos            | Jan Hudec CAN Canadá Bode Miller USA Estados Unidos |
| PyeongChang 2018 (detalhes)    | Matthias Mayer AUT Áustria      | Beat Feuz SUI Suíça                            | Kjetil Jansrud NOR Noruega                          |
| Pequim 2022 (detalhes)         | Matthias Mayer AUT Áustria      | Ryan Cochran-Siegle USA Estados Unidos         | Aleksander Aamodt Kilde NOR Noruega                 |

## Feminino

### Downhill
| Evento                            | Ouro                                              | Prata                             | Bronze                             |
| --------------------------------- | ------------------------------------------------- | --------------------------------- | ---------------------------------- |
| St. Moritz 1948 (detalhes)        | Hedy Schlunegger SUI Suíça                        | Trude Beiser AUT Áustria          | Resi Hammerer AUT Áustria          |
| Oslo 1952 (detalhes)              | Trude Jochum-Beiser AUT Áustria                   | Annemarie Buchner GER Alemanha    | Giuliana Minuzzo ITA Itália        |
| Cortina D'Ampezzo 1956 (detalhes) | Madeleine Berthod SUI Suíça                       | Frieda Dänzer SUI Suíça           | Lucille Wheeler CAN Canadá         |
| Squaw Valley 1960 (detalhes)      | Heidi Biebl EUA Equipe Alemã Unida                | Penny Pitou USA Estados Unidos    | Traudl Hecher AUT Áustria          |
| Innsbruck 1964 (detalhes)         | Christl Haas AUT Áustria                          | Edith Zimmermann AUT Áustria      | Traudl Hecher AUT Áustria          |
| Grenoble 1968 (detalhes)          | Olga Pall AUT Áustria                             | Isabelle Mir FRA França           | Christl Haas AUT Áustria           |
| Sapporo 1972 (detalhes)           | Marie-Theres Nadig SUI Suíça                      | Annemarie Moser-Pröll AUT Áustria | Susan Corrock USA Estados Unidos   |
| Innsbruck 1976 (detalhes)         | Rosi Mittermaier FRG Alemanha Ocidental           | Brigitte Totschnig AUT Áustria    | Cindy Nelson USA Estados Unidos    |
| Lake Placid 1980 (detalhes)       | Annemarie Moser-Pröll AUT Áustria                 | Hanni Wenzel LIE Liechtenstein    | Marie-Theres Nadig SUI Suíça       |
| Sarajevo 1984 (detalhes)          | Michela Figini SUI Suíça                          | Maria Walliser SUI Suíça          | Olga Charvátová TCH Checoslováquia |
| Calgary 1988 (detalhes)           | Marina Kiehl FRG Alemanha Ocidental               | Brigitte Oertli SUI Suíça         | Karen Percy CAN Canadá             |
| Albertville 1992 (detalhes)       | Kerrin Lee-Gartner CAN Canadá                     | Hilary Lindh USA Estados Unidos   | Veronika Wallinger AUT Áustria     |
| Lillehammer 1994 (detalhes)       | Katja Seizinger GER Alemanha                      | Picabo Street USA Estados Unidos  | Isolde Kostner ITA Itália          |
| Nagano 1998 (detalhes)            | Katja Seizinger GER Alemanha                      | Pernilla Wiberg SWE Suécia        | Florence Masnada FRA França        |
| Salt Lake City 2002 (detalhes)    | Carole Montillet FRA França                       | Isolde Kostner ITA Itália         | Renate Götschl AUT Áustria         |
| Turim 2006 (detalhes)             | Michaela Dorfmeister AUT Áustria                  | Martina Schild SUI Suíça          | Anja Pärson SWE Suécia             |
| Vancouver 2010 (detalhes)         | Lindsey Vonn USA Estados Unidos                   | Julia Mancuso USA Estados Unidos  | Elisabeth Görgl AUT Áustria        |
| Sóchi 2014 (detalhes)             | Tina Maze SLO Eslovênia Dominique Gisin SUI Suíça | nenhuma                           | Lara Gut SUI Suíça                 |
| PyeongChang 2018 (detalhes)       | Sofia Goggia ITA Itália                           | Ragnhild Mowinckel NOR Noruega    | Lindsey Vonn USA Estados Unidos    |
| Pequim 2022 (detalhes)            | Corinne Suter SUI Suíça                           | Sofia Goggia ITA Itália           | Nadia Delago ITA Itália            |

### Combinado
| Evento                                | Ouro                           | Prata                               | Bronze                           |
| ------------------------------------- | ------------------------------ | ----------------------------------- | -------------------------------- |
| Garmisch-Patenkirchen 1936 (detalhes) | Christl Cranz GER Alemanha     | Käthe Grasegger GER Alemanha        | Laila Schou Nilsen NOR Noruega   |
| St. Moritz 1948 (detalhes)            | Trude Beiser AUT Áustria       | Gretchen Fraser USA Estados Unidos  | Erika Mahringer AUT Áustria      |
| Calgary 1988 (detalhes)               | Anita Wachter AUT Áustria      | Brigitte Oertli SUI Suíça           | Maria Walliser SUI Suíça         |
| Albertville 1992 (detalhes)           | Petra Kronberger AUT Áustria   | Anita Wachter AUT Áustria           | Florence Masnada FRA França      |
| Lillehammer 1994 (detalhes)           | Pernilla Wiberg SWE Suécia     | Vreni Schneider SUI Suíça           | Alenka Dovzan SLO Eslovênia      |
| Nagano 1998 (detalhes)                | Katja Seizinger GER Alemanha   | Martina Ertl GER Alemanha           | Hilde Gerg GER Alemanha          |
| Salt Lake City 2002 (detalhes)        | Janica Kostelić CRO Croácia    | Renate Götschl AUT Áustria          | Martina Ertl GER Alemanha        |
| Turim 2006 (detalhes)                 | Janica Kostelić CRO Croácia    | Marlies Schild AUT Áustria          | Anja Pärson SWE Suécia           |
| Vancouver 2010 (detalhes)             | Maria Riesch GER Alemanha      | Julia Mancuso USA Estados Unidos    | Anja Pärson SWE Suécia           |
| Sóchi 2014 (detalhes)                 | Maria Höfl-Riesch GER Alemanha | Nicole Hosp AUT Áustria             | Julia Mancuso USA Estados Unidos |
| PyeongChang 2018 (detalhes)           | Michelle Gisin SUI Suíça       | Mikaela Shiffrin USA Estados Unidos | Wendy Holdener SUI Suíça         |
| Pequim 2022 (detalhes)                | Michelle Gisin SUI Suíça       | Wendy Holdener SUI Suíça            | Federica Brignone ITA Itália     |

### Slalom
| Evento                            | Ouro                                    | Prata                                    | Bronze                                     |
| --------------------------------- | --------------------------------------- | ---------------------------------------- | ------------------------------------------ |
| St. Moritz 1948 (detalhes)        | Gretchen Fraser USA Estados Unidos      | Antoinette Meyer SUI Suíça               | Erika Mahringer AUT Áustria                |
| Oslo 1952 (detalhes)              | Andrea Mead-Lawrence USA Estados Unidos | Ossi Reichert GER Alemanha               | Annemarie Buchner GER Alemanha             |
| Cortina D'Ampezzo 1956 (detalhes) | Renée Colliard SUI Suíça                | Regina Schöpf AUT Áustria                | Yevgeniya Sidorova URS União Soviética     |
| Squaw Valley 1960 (detalhes)      | Anne Heggtveit CAN Canadá               | Betsy Snite USA Estados Unidos           | Barbara Henneberger EUA Equipe Alemã Unida |
| Innsbruck 1964 (detalhes)         | Christine Goitschel FRA França          | Marielle Goitschel FRA França            | Jean Saubert USA Estados Unidos            |
| Grenoble 1968 (detalhes)          | Marielle Goitschel FRA França           | Nancy Greene CAN Canadá                  | Annie Famose FRA França                    |
| Sapporo 1972 (detalhes)           | Barbara Cochran USA Estados Unidos      | Danielle Debernard FRA França            | Florence Steurer FRA França                |
| Innsbruck 1976 (detalhes)         | Rosi Mittermaier FRG Alemanha Ocidental | Claudia Giordani ITA Itália              | Hanni Wenzel LIE Liechtenstein             |
| Lake Placid 1980 (detalhes)       | Hanni Wenzel LIE Liechtenstein          | Christa Kinshofer FRG Alemanha Ocidental | Erika Hess SUI Suíça                       |
| Sarajevo 1984 (detalhes)          | Paoletta Magoni ITA Itália              | Perrine Pelen FRA França                 | Ursula Konzett LIE Liechtenstein           |
| Calgary 1988 (detalhes)           | Vreni Schneider SUI Suíça               | Mateja Svet YUG Iugoslávia               | Christa Kinshofer FRG Alemanha Ocidental   |
| Albertville 1992 (detalhes)       | Petra Kronberger AUT Áustria            | Annelise Coberger NZL Nova Zelândia      | Blanca Fernández Ochoa ESP Espanha         |
| Lillehammer 1994 (detalhes)       | Vreni Schneider SUI Suíça               | Elfi Eder AUT Áustria                    | Katja Koren SLO Eslovênia                  |
| Nagano 1998 (detalhes)            | Hilde Gerg GER Alemanha                 | Deborah Compagnoni ITA Itália            | Zali Steggall AUS Austrália                |
| Salt Lake City 2002 (detalhes)    | Janica Kostelić CRO Croácia             | Laure Péquegnot FRA França               | Anja Pärson SWE Suécia                     |
| Turim 2006 (detalhes)             | Anja Pärson SWE Suécia                  | Nicole Hosp AUT Áustria                  | Marlies Schild AUT Áustria                 |
| Vancouver 2010 (detalhes)         | Maria Riesch GER Alemanha               | Marlies Schild AUT Áustria               | Šárka Záhrobská CZE República Checa        |
| Sóchi 2014 (detalhes)             | Mikaela Shiffrin USA Estados Unidos     | Marlies Schild AUT Áustria               | Kathrin Zettel AUT Áustria                 |
| PyeongChang 2018 (detalhes)       | Frida Hansdotter SWE Suécia             | Wendy Holdener SUI Suíça                 | Katharina Gallhuber AUT Áustria            |
| Pequim 2022 (detalhes)            | Petra Vlhová SVK Eslováquia             | Katharina Liensberger AUT Áustria        | Wendy Holdener SUI Suíça                   |

### Slalom gigante
| Evento                            | Ouro                                    | Prata                                                          | Bronze                           |
| --------------------------------- | --------------------------------------- | -------------------------------------------------------------- | -------------------------------- |
| Oslo 1952 (detalhes)              | Andrea Mead-Lawrence USA Estados Unidos | Dagmar Rom AUT Áustria                                         | Annemarie Buchner GER Alemanha   |
| Cortina D'Ampezzo 1956 (detalhes) | Ossi Reichert EUA Equipe Alemã Unida    | Putzi Frandl AUT Áustria                                       | Thea Hochleitner AUT Áustria     |
| Squaw Valley 1960 (detalhes)      | Yvonne Rüegg SUI Suíça                  | Penny Pitou USA Estados Unidos                                 | Giuliana Minuzzo ITA Itália      |
| Innsbruck 1964 (detalhes)         | Marielle Goitschel FRA França           | Christine Goitschel FRA França Jean Saubert USA Estados Unidos | nenhum                           |
| Grenoble 1968 (detalhes)          | Nancy Greene CAN Canadá                 | Annie Famose FRA França                                        | Fernande Bochatay SUI Suíça      |
| Sapporo 1972 (detalhes)           | Marie-Theres Nadig SUI Suíça            | Annemarie Moser-Pröll AUT Áustria                              | Wiltrud Drexel AUT Áustria       |
| Innsbruck 1976 (detalhes)         | Kathy Kreiner CAN Canadá                | Rosi Mittermaier FRG Alemanha Ocidental                        | Danielle Debernard FRA França    |
| Lake Placid 1980 (detalhes)       | Hanni Wenzel LIE Liechtenstein          | Irene Epple FRG Alemanha Ocidental                             | Perrine Pelen FRA França         |
| Sarajevo 1984 (detalhes)          | Debbie Armstrong USA Estados Unidos     | Christin Cooper USA Estados Unidos                             | Perrine Pelen FRA França         |
| Calgary 1988 (detalhes)           | Vreni Schneider SUI Suíça               | Christa Kinshofer FRG Alemanha Ocidental                       | Maria Walliser SUI Suíça         |
| Albertville 1992 (detalhes)       | Pernilla Wiberg SWE Suécia              | Diann Roffe USA Estados Unidos Anita Wachter AUT Áustria       | nenhum                           |
| Lillehammer 1994 (detalhes)       | Deborah Compagnoni ITA Itália           | Martina Ertl GER Alemanha                                      | Vreni Schneider SUI Suíça        |
| Nagano 1998 (detalhes)            | Deborah Compagnoni ITA Itália           | Alexandra Meissnitzer AUT Áustria                              | Katja Seizinger GER Alemanha     |
| Salt Lake City 2002 (detalhes)    | Janica Kostelić CRO Croácia             | Anja Pärson SWE Suécia                                         | Sonja Nef SUI Suíça              |
| Turim 2006 (detalhes)             | Julia Mancuso USA Estados Unidos        | Tanja Poutiainen FIN Finlândia                                 | Anna Ottosson SWE Suécia         |
| Vancouver 2010 (detalhes)         | Viktoria Rebensburg GER Alemanha        | Tina Maze SLO Eslovênia                                        | Elisabeth Görgl AUT Áustria      |
| Sóchi 2014 (detalhes)             | Tina Maze SLO Eslovênia                 | Anna Fenninger AUT Áustria                                     | Viktoria Rebensburg GER Alemanha |
| PyeongChang 2018 (detalhes)       | Mikaela Shiffrin USA Estados Unidos     | Ragnhild Mowinckel NOR Noruega                                 | Federica Brignone ITA Itália     |
| Pequim 2022 (detalhes)            | Sara Hector SWE Suécia                  | Federica Brignone ITA Itália                                   | Lara Gut-Behrami SUI Suíça       |

### Super-G
| Evento                         | Ouro                              | Prata                            | Bronze                            |
| ------------------------------ | --------------------------------- | -------------------------------- | --------------------------------- |
| Calgary 1988 (detalhes)        | Sigrid Wolf AUT Áustria           | Michela Figini SUI Suíça         | Karen Percy CAN Canadá            |
| Albertville 1992 (detalhes)    | Deborah Compagnoni ITA Itália     | Carole Merle FRA França          | Katja Seizinger GER Alemanha      |
| Lillehammer 1994 (detalhes)    | Diann Roffe USA Estados Unidos    | Svetlana Gladisheva RUS Rússia   | Isolde Kostner ITA Itália         |
| Nagano 1998 (detalhes)         | Picabo Street USA Estados Unidos  | Michaela Dorfmeister AUT Áustria | Alexandra Meissnitzer AUT Áustria |
| Salt Lake City 2002 (detalhes) | Daniela Ceccarelli ITA Itália     | Janica Kostelić CRO Croácia      | Karen Putzer ITA Itália           |
| Turim 2006 (detalhes)          | Michaela Dorfmeister AUT Áustria  | Janica Kostelić CRO Croácia      | Alexandra Meissnitzer AUT Áustria |
| Vancouver 2010 (detalhes)      | Andrea Fischbacher AUT Áustria    | Tina Maze SLO Eslovênia          | Lindsey Vonn USA Estados Unidos   |
| Sóchi 2014 (detalhes)          | Anna Fenninger AUT Áustria        | Maria Höfl-Riesch GER Alemanha   | Nicole Hosp AUT Áustria           |
| PyeongChang 2018 (detalhes)    | Ester Ledecká CZE República Checa | Anna Veith AUT Áustria           | Tina Weirather LIE Liechtenstein  |
| Pequim 2022 (detalhes)         | Lara Gut-Behrami SUI Suíça        | Mirjam Puchner AUT Áustria       | Michelle Gisin SUI Suíça          |

## Misto

### Equipes
| Evento                      | Ouro | Prata | Bronze |
| --------------------------- | --- | --- | --- |
| PyeongChang 2018 (detalhes) | Luca Aerni Denise Feierabend Wendy Holdener Daniel Yule Ramon Zenhäusern SUI Suíça                                  | Stephanie Brunner Manuel Feller Katharina Gallhuber Katharina Liensberger Michael Matt Marco Schwarz AUT Áustria | Sebastian Foss-Solevåg Nina Haver-Løseth Leif Kristian Nestvold-Haugen Kristin Lysdahl Jonathan Nordbotten Maren Skjøld NOR Noruega  |
| Pequim 2022 (detalhes)      | Katharina Huber Katharina Liensberger Katharina Truppe Stefan Brennsteiner Michael Matt Johannes Strolz AUT Áustria | Emma Aicher Lena Dürr Julian Rauchfuß Alexander Schmid Linus Straßer GER Alemanha                                | Mina Fürst Holtmann Thea Louise Stjernesund Maria Therese Tviberg Timon Haugan Fabian Wilkens Solheim Rasmus Windingstad NOR Noruega |